# Pimenteiras do Oeste
Pimenteiras do Oeste est une municipalité brésilienne située dans l'État du Rondônia.